# Elisabeth Bergstrand-Poulsen
Anna Albertina Elisabeth Bergstrand-Poulsen, född 12 november 1887 i Långasjö församling, Småland, död 18 februari 1955 i Charlottenlund, Danmark, var en svensk konstnär och författare. 
Hon framträdde som porträttmålare och bondelivsskildrare i en kraftfullt konturerande, halvt expressionistisk stil, dels med större oljemålningar, dels med mindre akvareller. Hon utgav även ett antal egenhändigt illustrerade planschverk. Flera av hennes böcker översattes till andra språk som danska, nederländska, tyska och engelska. Bergstrand-Poulsen finns representerad vid bland annat Nationalmuseum i Stockholm och Kalmar konstmuseum. Hon var gift med den danske skulptören Axel Poulsen.

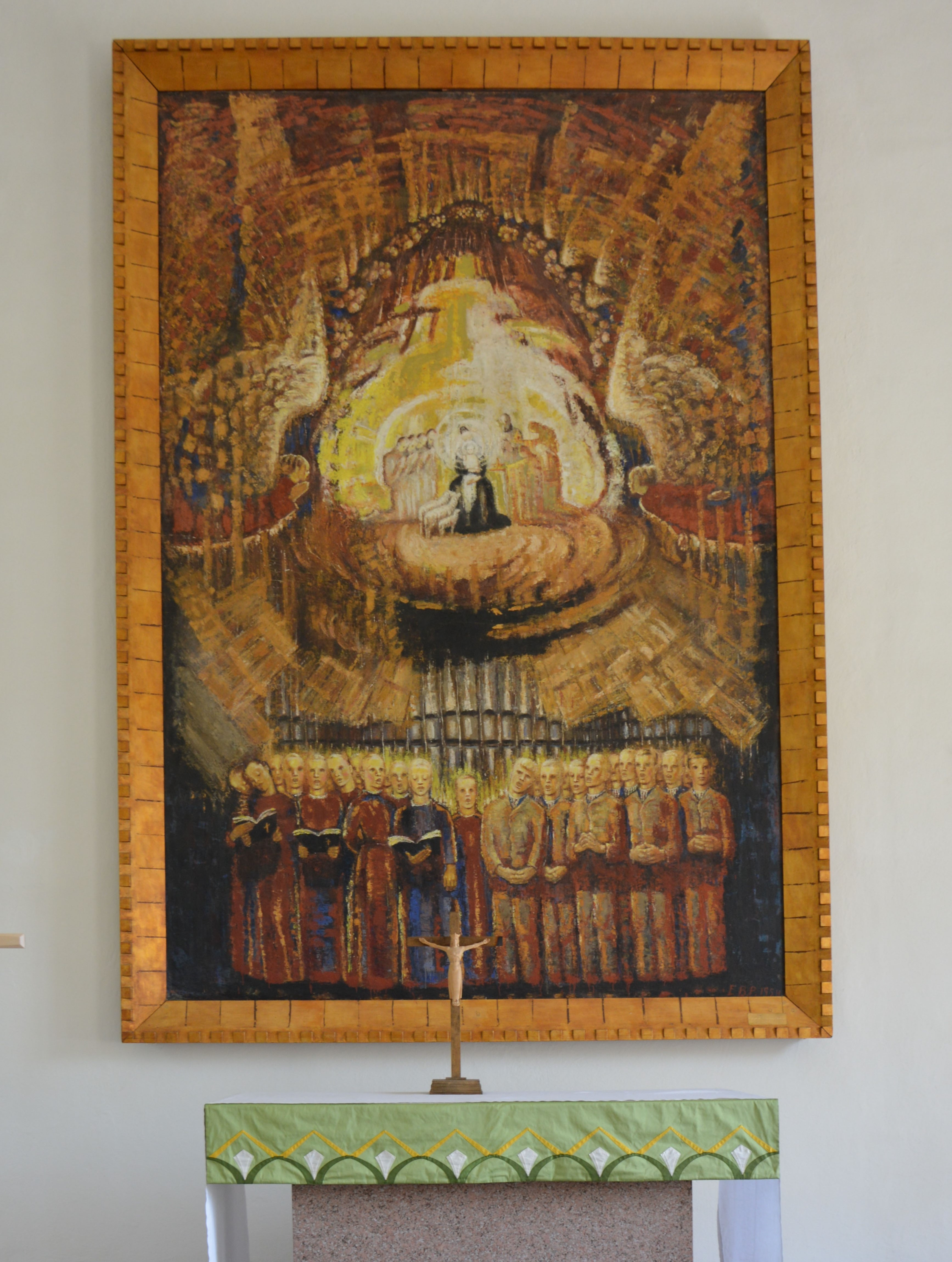
Altartavlan i Långasjö kyrka (1957) med motiv:Den himmelska och jordiska lovsången.

## Kyrkliga högtider vid livets början och livets slut

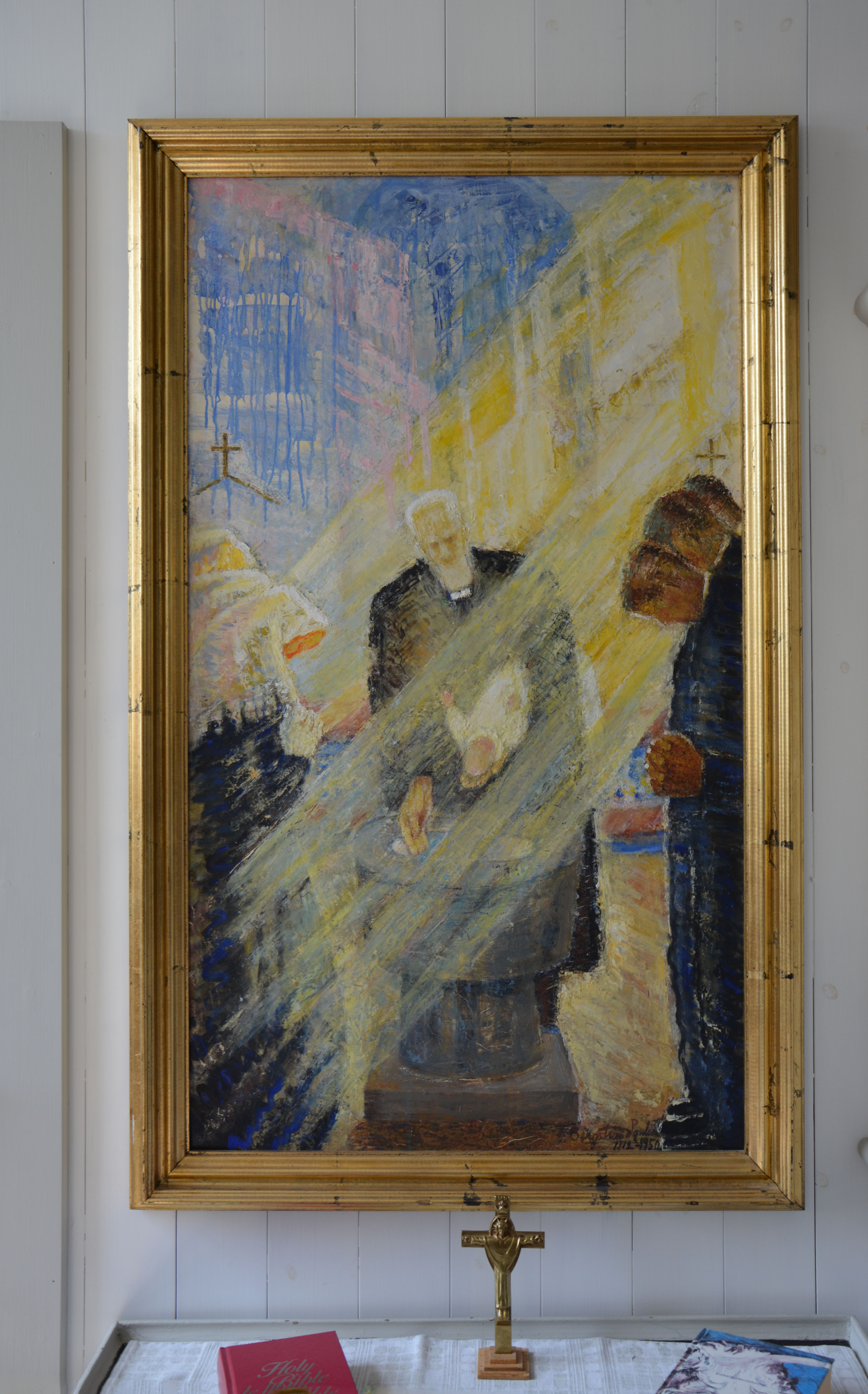
Dopet
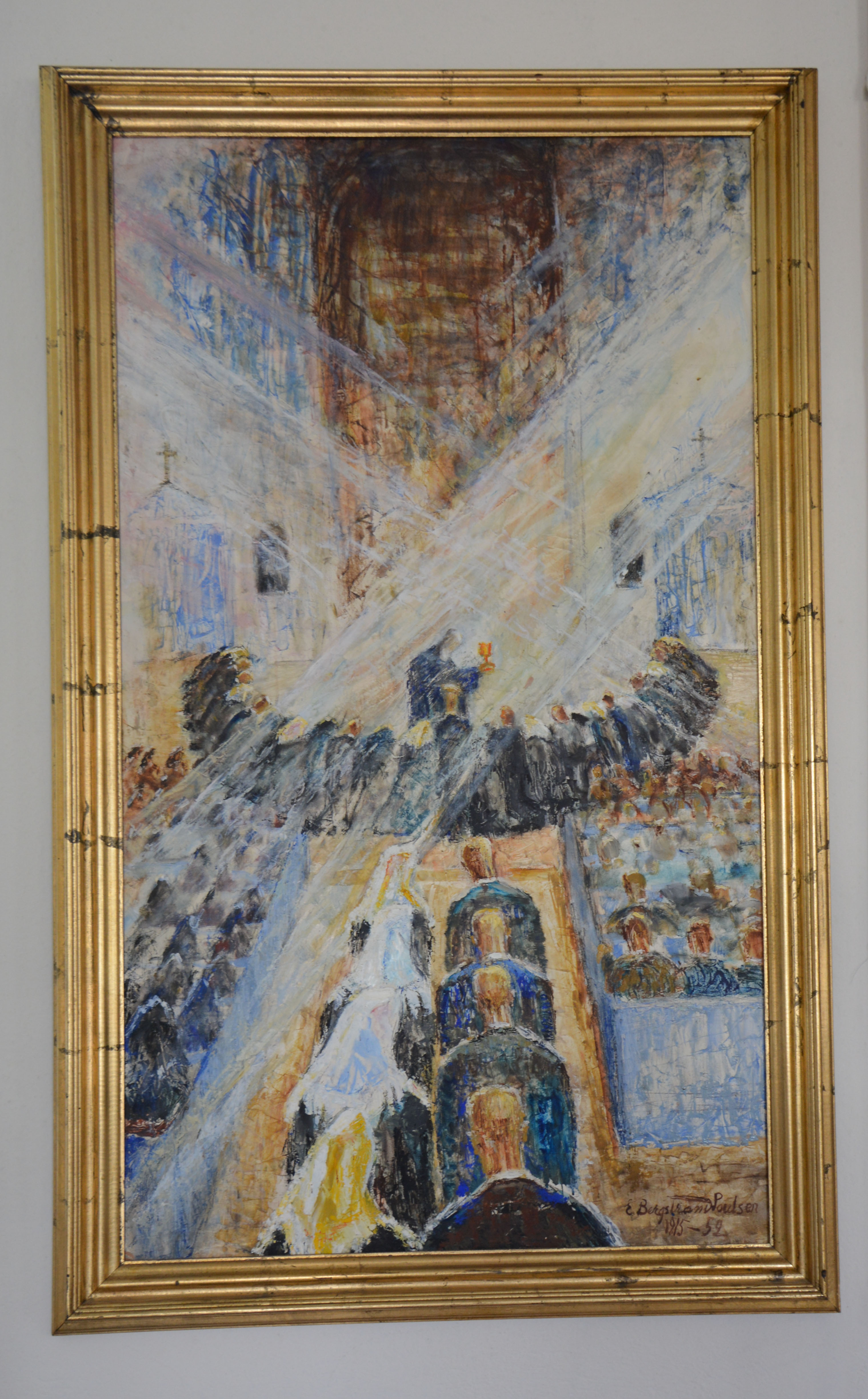
Konfirmation och första nattvarden
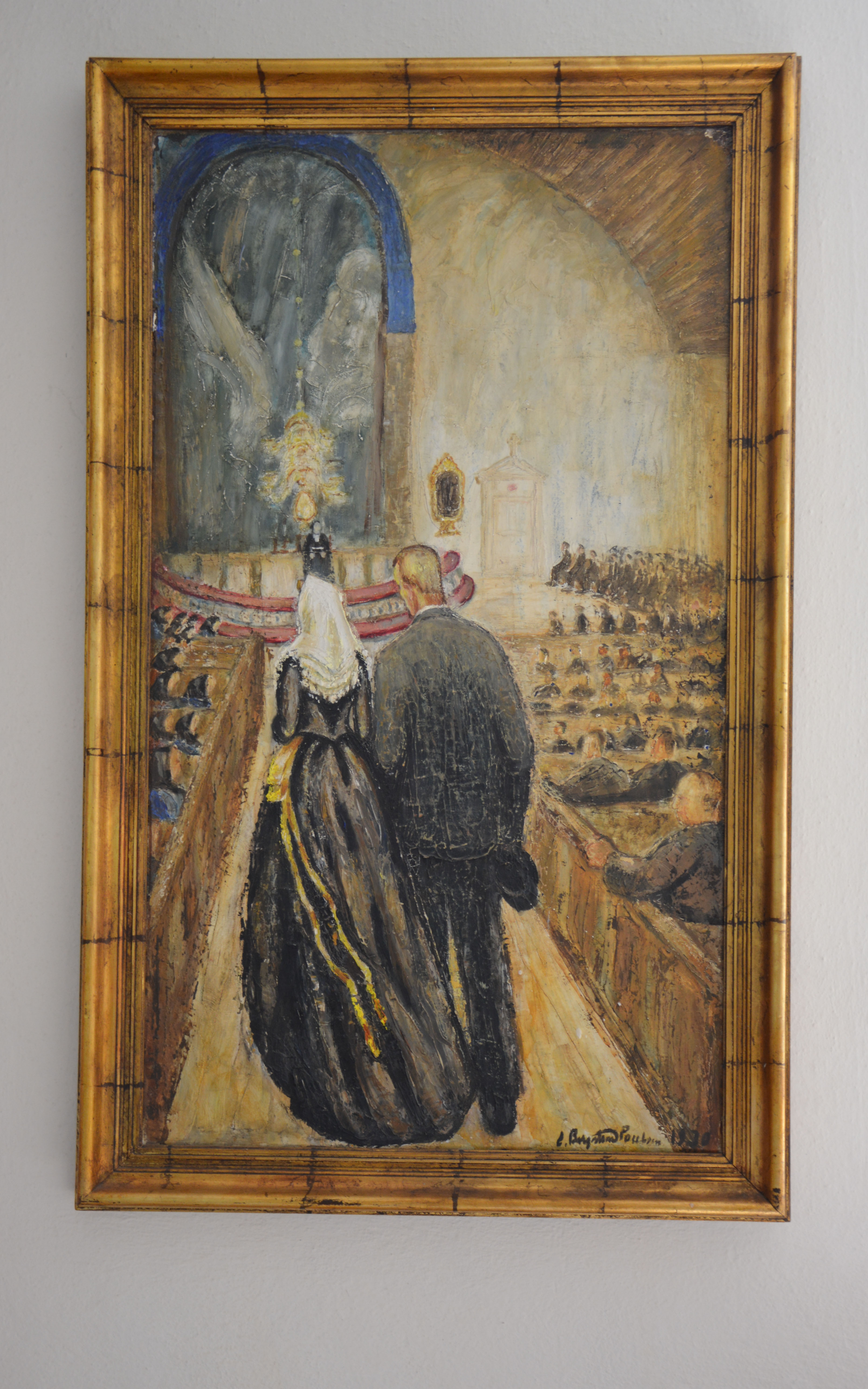
Vigsel
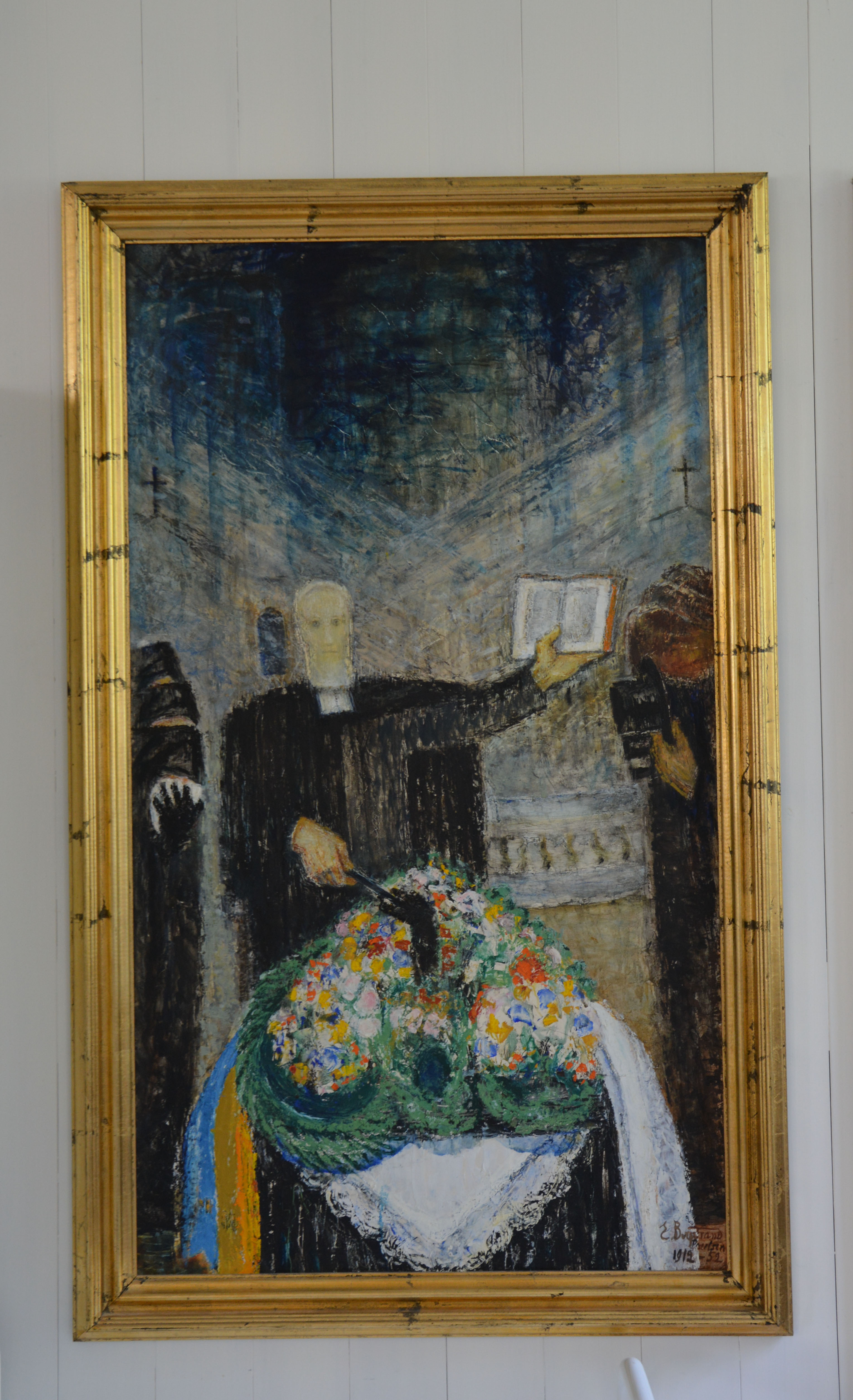
Begravning